# NGC 4019
NGC 4019 este o galaxie spirală situată în constelația Părul Berenicei. A fost descoperită în 23 aprilie 1832 de către John Herschel. Se află la o distanță de 26,92 de megaparseci de Pământ.